# Deutsch-Französische Touristikroute
Die Deutsch-Französische Touristikroute ist eine Ferienstraße, die über die Grenzen hinweg durch Südwestdeutschland und Frankreich führt.

## Verlauf
Die Ferienstraße verläuft auf einer Strecke von insgesamt 570 Kilometern durch die Südpfalz, das Nordelsass, den Schwarzwald und den Kraichgau. Sie verbindet in der PAMINA-Region die drei Teilräume Südpfalz, Baden und Elsass.

## Strecken
In der Freizeitkarte der Touristik-Gemeinschaft Baden-Elsass-Pfalz e. V. werden 31 Sehenswürdigkeiten, die an der Strecke liegen, in deutscher und französischer Sprache beschrieben. Auf der Strecke kann man die schönsten Seiten des Oberrheins erkunden.
in Rheinland-Pfalz
Dahn – Hauenstein (Pfalz) – Maikammer – Annweiler – Bad Bergzabern – Landau in der Pfalz – Edenkoben – Neustadt an der Weinstraße – Haßloch – Speyer
in Baden-Württemberg
Hockenheim – Bruchsal – Karlsruhe – Ettlingen – Gaggenau – Baden-Baden – Achern
im Elsass
Haguenau – Niederbronn – Saverne – Bitche – Wissembourg

## Zuständigkeit
Die Deutsch-Französische Touristikroute ist eine Ferienstraße der Touristik-Gemeinschaft Baden-Elsass-Pfalz e. V. "VIS-A-VIS", mit Sitz in Karlsruhe.